# Purgatorius
Purgatorius (лат.) — род вымерших млекопитающих из отряда приматов, живших в палеоцене (66,0—56,8 млн лет назад) на территории Северной Америки. Название происходит от места первой находки — Purgatory Hill (Монтана, США). На конец 2018 года считается самым древним известным приматоподобным существом.

## История изучения
Род Purgatorius, состоящий из 2 видов, описали в 1965 году Ли Ван Вален и Роберт Слоун на основании окаменелостей, найденных в палеоценовых отложениях штата Монтана (США), и поместили его в семейство Paromomyidae отряда приматов. В дальнейшем систематики не раз переносили род в основном в пределах отряда приматов, на начало 2021 года остановившись на двух версиях положения рода: либо в семействе Purgatoriidae подотряда Plesiadapiformes, либо в отряде приматов incertae sedis.

## Описание
Purgatorius представляли из себя небольших зверей длиной 10—15 см, примерно с маленькую белку, питавшихся предположительно насекомыми, хотя не исключается, что их рацион был гораздо разнообразнее. Внешний облик животного реконструировали по зубам — имеется очень большая схожесть с современными белками по общему типу строения тела.
Вес мозга был около 1 грамма, эта цифра выводится из находок последовавших после него видов приматов. Расчёты размеров челюстей и черепных коробок от более поздних представителей позволяют предполагать именно такой размер мозга.

## Питание
Судя по строению зубов, были всеядными животными. У них были острые передние зубы, скорее всего для разгрызания насекомых, и уплощённые зубы по типу моляров для перетирания растительной пищи, в том числе и фруктов.

## Образ жизни, поведение
После вымирания динозавров, в течение 2 миллионов лет, данный тип животных стал самой успешной ветвью млекопитающих на планете. Умение питаться насекомыми и фруктами — по сути всеядность — делало их практически неуязвимыми для резких изменений внешней среды. Всеядность стимулировала развитие интеллекта у ранних Purgatorius в силу того, что они запоминали те или иные циклы созревания плодов, места для ловли насекомых. Они хорошо умели прыгать с ветки на ветку, о чём говорят особенности строения пяточных и таранных костей. Умение прыгать отличало и отличает приматов от грызунов наподобие белок. Грызуны стараются перемещаться с дерева на дерево, спускаясь на землю или аккуратно переходя с ветки на ветку.
Прыжки по деревьям развили у них вестибулярный аппарат, поскольку такие действия требовали усиленного контроля за ориентацией в трёхмерном пространстве. Так же, у ранних Purgatorius глаза были разведены в стороны и они не обладали бинокулярным зрением, по типу современных приматов и человека. Но нужда в перемещении между деревьями стимулировала постепенно совмещение полей зрения и сближение глаз, в отличие от грызунов. Качающиеся ветки и расчёт возможных колебаний веток стимулировали развитие мозговых связей. Purgatorius больше полагались на зрение, чем на обоняние.
В период жизни этого вида динозавры уже вымерли, но ещё не появились развитые хищные птицы, поэтому представители рода заняли всю пищевую нишу и почти не имели естественных и опасных для себя врагов.

## Классификация
По данным сайта Paleobiology Database, на март 2021 года в род включают 6 вымерших видов:
- Purgatorius coracis Fox & Scott, 2011
- Purgatorius janisae Van Valen, 1994
- Purgatorius mckeeveri Wilson Mantilla et al., 2021[5]
- Purgatorius pinecreeensis Scott et al., 2011
- Purgatorius titusi Buckley, 1997
- Purgatorius unio Van Valen & Sloan, 1965typus

Ещё один биномен, Purgatorius ceratops Van Valen & Sloan, 1965, включён в состав рода в статусе nomen dubium.

## В культуре
- Несколько представителей рода, сыгранных реальными опоссумами, появляются в пятой серии документального фильма Discovery «Когда по Америке бродили динозавры», действие которого происходит 65 млн лет назад. Purgatorius показаны как одни из немногих видов, переживших мел-палеогеновое вымирание.
- В телесериале Би-би-си «Прогулки с динозаврами» показана тушка Purgatorius, погибшего от удушья сернистым газом.
- Упоминается в романе Стивена Бакстера «Эволюция» (2002)[7].